# 印欧語族における母音の原始的体系に関する覚え書き
印欧語族における母音の原始的体系に関する覚え書 (フランス語: Mémoire sur le système primitif des voyelles dans les langues indo-européennes、以下「覚え書」とする) は1879年にライプツィヒで発表された、フェルディナン・ド・ソシュールによる論文である。印欧祖語の内的再建から、長母音が短母音＋「ソナント的な付加音」から発達したのではないかと想定し、印欧祖語の母音組織について統一的な仮説を提出した。当時の学術的水準からすれば非常に進んだものであったが、当時の学界では良い反応を得られなかった 。
後のヒッタイト語の研究から、ソシュールの想定した「ソナント的な付加音」が現実的なものとなり、広く受け入れられるようになった。その影響が広い範囲に及んだため、印欧語研究の歴史において、最も重要な発見であると言える。

## 印欧語の様々なaの区別に関する試論
ソシュールは1877年にパリ言語学会で「印欧語の様々なaの区別に関する試論」という論文を報告している。その中でソシュールは、カール・ブルークマンの完全階梯/ゼロ階梯説を基本的に支持しつつ、従来の単一の母音*aを3つに区別して、*aの他に互いに交替する*e、*oと、長母音と交替する*əが存在すると主張した。
あまり注目はされなかったが、印欧祖語のアプラウト研究において、極めて重要な論文である。

## 内容
1877年の試論の発表の後、ソシュールは覚え書の準備に取り掛かった。
ソシュールは試論の内容を下敷きとして、基本母音*e, *o, *aのうち、*aの出現頻度が他2つに比べて異常に高いことに注目し、*aの一部はもともと母音以外の起源を持つのではないかと考えた。ソシュールはこの母音以外の起源は、自身も発見していたもののその功績はブルークマンに譲った、母音ソナントにあるとした。
だが鼻音ソナントに起源を持つ*aを考慮に入れても、それでは説明できない*aが存在した。ソシュールは、これらは本来的な母音に「ソナント的な付加音」が付いて縮約された形だと仮定した。ここでソナント的な付加音とは、ブルークマンの鼻音ソナントに加え、従来別のものとされてきた母音 (半母音) *y, *wを含めたものである。また、*eとは交代しない*oの存在を指摘し、これを*o̬と表記した。
以上から、ソシュールは次のように結論した。*eは最も基本的な音であって、*oと交替する。ソナント的な付加音 (*ə, *o̬) が付くことがある。*eは消失することがあるが、ソナント的な付加音があればそれが母音となる。*eに*ə, *o̬が付くことで、ā, ō̬が生じる。
| 完全階梯 | a1 a2 | a1i a2i | a1u a2u | a1n a2n | a1m a2m | a1r a2r | a1ᴀ a2ᴀ | a1O̬ a2O̬ |
| 低減階梯 | -     | -i      | -u      | -n̥      | -m̥      | -r̥      | -A      | -o̬      |

## 当時の学界の受け止め
ソシュールが青年文法学派の反感を買っていたためか、ドイツ学界の公な反応は薄く、個人攻撃さえあった。ヘルマン・オストホフがアイデアの盗用を疑って辛辣な批判を行い、ブルークマンが短い書評を公開したほかは、ドイツでの反応はなかった。一方で、公な形にはなっていないものの、ドイツ比較言語学者たちの間では関心を呼んでいた。ソシュールの友人で歴史学者のフランシス・ド・クリュ (Francis De Crue) によれば、ソシュールはドイツ文献学者フリードリヒ・ツァルンケのところを訪れた際、この論文の著者の親戚かと訊かれたという。
ソシュールの理論を正当に受け入れたと言えるのは、ポーランドのミコライ・クルシェフスキとフランスのルイ・アヴェであった。アヴェはジュネーブの新聞に論文を高く評価する書評を掲載したが、これはソシュールをいたく喜ばせた。しかし青年文法学派の反応が堪えたためか、ソシュールはこれ以降比較言語学の研究の最前線に来ることはなかった。

## その後
ソシュールの提出した「ソナント的な付加音」は、後の喉音理論に繋がった。
デンマークの学者ヘルマン・メラーは、ソシュールの*ᴀを*ᴇと*ᴀの2つに分け、o̬と合わせて3つの単位とし、これらがセム語の喉音と類似していると指摘した。メラーの後、この説を支持する研究者はフランスのアルベール・キュニーまで1世紀あまり現れなかった。20世紀になってヒッタイト語が解読されると、イェジ・クリウォヴィチがヒッタイト語の/ḫ/とソシュールの*ᴀの対応を指摘した。さらにエミール・バンヴェニストの支持を得て以降、ソシュールの「ソナント的な付加音」、あるいは喉音理論は学界の広く受け入れるところとなった。

## 評価
ソシュールの門下であるアントワーヌ・メイエは「この一冊でいきなり当時の巨匠のひとりに加えるに十分」と評した。